# Educación en la ciudad de Arequipa
Según la información del censo 2007 del INEI en Arequipa, existe una población estudiantil que asciende a 749 596 habitantes de 3 años o más que asiste a algún centro de enseñanza regular, la cual representa el 95,3 % de la población de la ciudad.

## Población estudiantil
La población estudiantil está compuesta por el conglomerado de habitantes de 3 años a más, la población en la ciudad asciende a 749 596 personas, que representan el 95,3 % de la población de los distritos que componen la ciudad. Los dos niveles de estudios con mayor población en la ciudad son el nivel secundario de educación básica, y la superior universitaria completa que representan el 29 % y el 15 % de la población estudiantil de la ciudad respectivamente.

### Educación infantil, primaria y secundaria
De acuerdo al censo del año 2007, 20595 alumnos alcanzaron el nivel de educación infantil o inicial, 143 543 la educación primaria, 219 305 la educación secundaria. 
Algunos de los colegios más antiguos de la ciudad son el Seminario de San Jerónimo en funcionamiento desde 1622, el Colegio Mercedario San Pedro Pascual, Colegio Independencia Americana, Colegio San Francisco de Asís, Colegio De la Salle y el Colegio San José.
A continuación un cuadro con los porcentajes que representan del total de personas mayores de 3 años.

### Educación universitaria
La ciudad de Arequipa cuenta con la presencia de más de 15 universidades, siendo solo una de ellas nacional y con sede principal en la ciudad junto con otras 6 privadas con sede principal en la ciudad, el resto universidades son privadas y nacionales tanto del país como extranjeras (Chile y Bolivia).
En el 2007 existía una población de 179 075 habitantes con educación universitaria (completa e incompleta), cifra que representaba un 22,6% de la población de la ciudad. constituyendo como la ciudad con mayor cantidad de casa de estudios universitarios del país después de la capital y la ciudad con la mayor población universitaria del Perú porcentualmente hablando.
| Universidades instaladas en Arequipa        | Universidades instaladas en Arequipa | Universidades instaladas en Arequipa | Universidades instaladas en Arequipa |  |
| Universidades Nacionales                    | Universidades Nacionales             | Universidades Nacionales             | Universidades Nacionales             |  |
| Universidad                                 | Instalación                          | Estudiantes                          | Sede                                 |  |
| ------------------------------------------- | ------------------------------------ | ------------------------------------ | ------------------------------------ |  |
| Universidad Nacional de San Agustín         | 1828                                 | 25.000                               | Arequipa                             |  |
| Universidades Privadas                      |                                      |                                      |                                      |  |
| Universidad                                 | Instalación                          | Estudiantes                          | Sede                                 |  |
| Universidad Católica de Santa María         | 1963                                 | 11.000                               | Arequipa                             |  |
| Universidad Católica San Pablo              | 2004                                 | 8.000                                | Arequipa                             |  |
| Universidad Autónoma San Francisco          | 2010                                 | -                                    | Arequipa                             |  |
| Universidad de La Salle                     | 2012                                 | 1.000                                | Arequipa                             |  |
| Universidad Privada Autónoma del Sur        | 2012                                 | -                                    | Arequipa                             |  |
| Universidad Javier Prado                    | 2012                                 | -                                    | Arequipa                             |  |
| Universidad Privada de Ciencias de la Salud | 2012                                 | -                                    | Arequipa                             |  |
| Universidad Alas Peruanas                   | 2004                                 | -                                    | Lima                                 |  |
| Universidad José Carlos Mariategui          | 2012                                 | -                                    | Lima                                 |  |
| Universidad Néstor Cáceres Velásquez        | 2006                                 | -                                    | Puno                                 |  |
| Universidad Tecnológica del Perú            | 2007                                 | -                                    | Lima                                 |  |
| Universidad Privada San Pedro               | 2010                                 | -                                    | Chimbote                             |  |
| Universidad Los Ángeles de Chimbote         | 2009                                 | -                                    | Chimbote                             |  |
| Universidad del Mar                         | 2009                                 | -                                    | Chile                                |  |

### Universidad Nacional de San Agustín

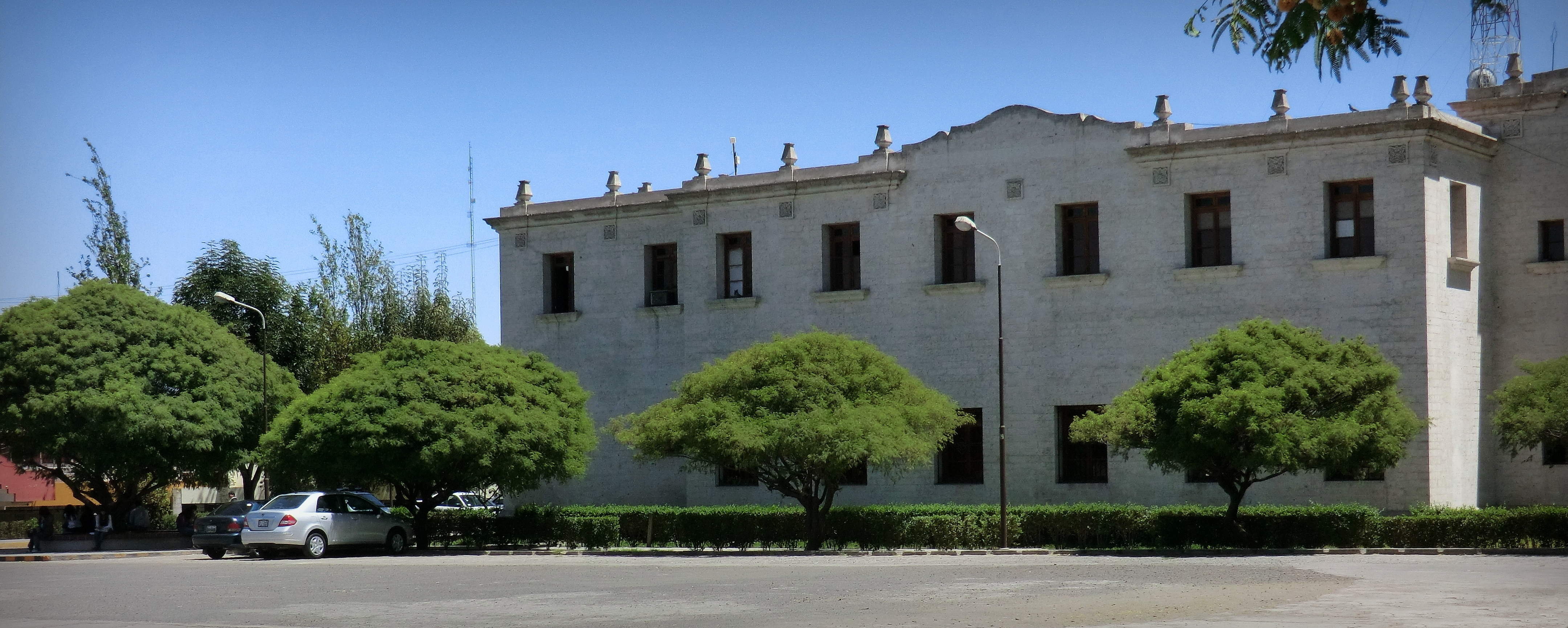
Ciudad Universitaria de la Universidad Nacional de San Agustín, de marcado estilo neocolonial arequipeño bajo un esquema al estilo de L'Ecole des Beaux Arts de París.

La universidad más antigua de Arequipa es la Universidad Nacional de San Agustín, considerada una de las mejores universidades del Perú, cuyo predecesor fuese la Universidad Real y Pontifica "Intra Claustra" creada por cédula el 22 de enero de 1714 y la Academia Lauretana de Ciencias y Artes fundada el 10 de diciembre de 1821 a partir de la cual nació la Universidad Nacional de San Agustín instalada el 11 de noviembre de 1828, es preciso señalar que según la ley universitaria vigente se reconoce su creación el 2 de junio de 1827.
Ciudad universitaria
La construcción de la urbe universitaria fue proyectada por el arquitecto Héctor Velarde en el año de 1940  pero no es sino hasta 1962 que la universidad descentraliza sus funciones y se traslada a la ciudad universitaria. Las características de la ciudad universitaria corresponden a un esquema totalmente académico al estilo de las enseñanzas de L'Ecole des Beaux Arts de París, con notoria simetría en la disposición de los elementos y pabellones que luego llevarían a un léxico formal neocolonialismo que llevaron a adoptar un «estilo arequipeño» cuyos rasgos formales trascendieron la ciudad y se proyectaron a otros centros del Perú y al resto de América.

Sin desconocer el mérito y la importancia de las obras públicas para el IV Centenario de la fundación castellana de la ciudad, consideramos más trascendental e insuperada la belleza arquitectónica de las construcciones concebidas para la urbe Universidad, expresión de tectonismo iberoandino, concorde con la fisonomía mozárabe indiana, regional, nativa de los templos, las mansiones coloniales y los monumentos seculares que restan en esta tierra de Incas mitimaes y mudéjares cristianos
Gibson, Carlos. Rector la Universidad Nacional de San Agustín

### Universidades Privadas
Las demás universidades son todas privadas: la Universidad Católica de Santa María, la primera universidad privada en la ciudad de Arequipa, creada el 16 de diciembre de 1961, la Universidad Católica San Pablo, Universidad Autónoma de San Francisco. y la Universidad de la Salle, misma que pertenece a la Red Internacional de Universidades de La Salle, además la Universidad Privada Javier Prado y Universidad Autónoma del Sur.
Adicionalmente, en Arequipa se encuentran ubicadas sucursales de otras diferentes universidades —como una sede de la Universidad Nacional Mayor de San Marcos, filiales de la Universidad Andina Néstor Cáceres Velásquez; Universidad Tecnológica del Perú; Universidad Alas Peruanas ; Universidad Privada San Pedro; la Universidad del Mar de Chile; la Universidad Los Ángeles de Chimbote, la Escuela de Negocios San Francisco Xavier,la Universidad Inca Garcilaso de la Vega y la Universidad San Martín de Porres por ejemplo— que se suman universidades constituidas en la ciudad de Arequipa.